# Шилкинская улица (Владивосток)
Ши́лкинская у́лица — улица Владивостока. Находится на северном склоне сопки Буссе. Имеет дугообразную форму, начинаясь и заканчиваясь у проспекта Красного Знамени.

## Этимология
Название улицы дано в 1907 году по реке Шилке.

## История
Улица находится на территории бывшей Рабочей слободки, которая появилась после окончания Русско-японской войны, когда некоторые демобилизованные солдаты и матросы решили поселиться во Владивостоке. Из-за перенаселённости существовавших на тот момент городских кварталов они стали селиться в свободных местах, в частности — на северных склонах сопки Буссе. В 1906 году по городская дума поручила землеустроителю А. К. Поротову провести межевание нового района и составить план его регулярной застройки. Одной из запланированных улиц стала протянувшаяся в направлении с запада на восток Шилкинская улица. Бывшая Рабочая слободка была полностью перестроена в 1970-х годах, когда исчезла исторически сложившаяся трассировка улиц и была снесена старая застройка. Шилкинская улица из прямолинейной превратилась в дугобразную, обоими своими концами упиравшуюся в проспект Красного Знамени. Улица была застроена многоэтажными домами, остающимися основным расположенным на улице жильём по сей день. При этом качество проектирования и строительства было невысоким — не учитывались особенности рельефа и грунтовых вод, что приводит к затоплению подвалов многих домов. Планировка самих квартир также делалась исходя лишь из минимального комфорта для жителей, так как тогда основным считалось необходимость обеспечения граждан жильём.

## Достопримечательности
Нагорный парк. 

## Транспорт
По улице проходит маршрут автобуса № 68

## Известные жители
В 1919—1920 годах с семьёй жил известный русский поэт и художник Давид Бурлюк.